# Opactwo Cystersów w Lubiążu

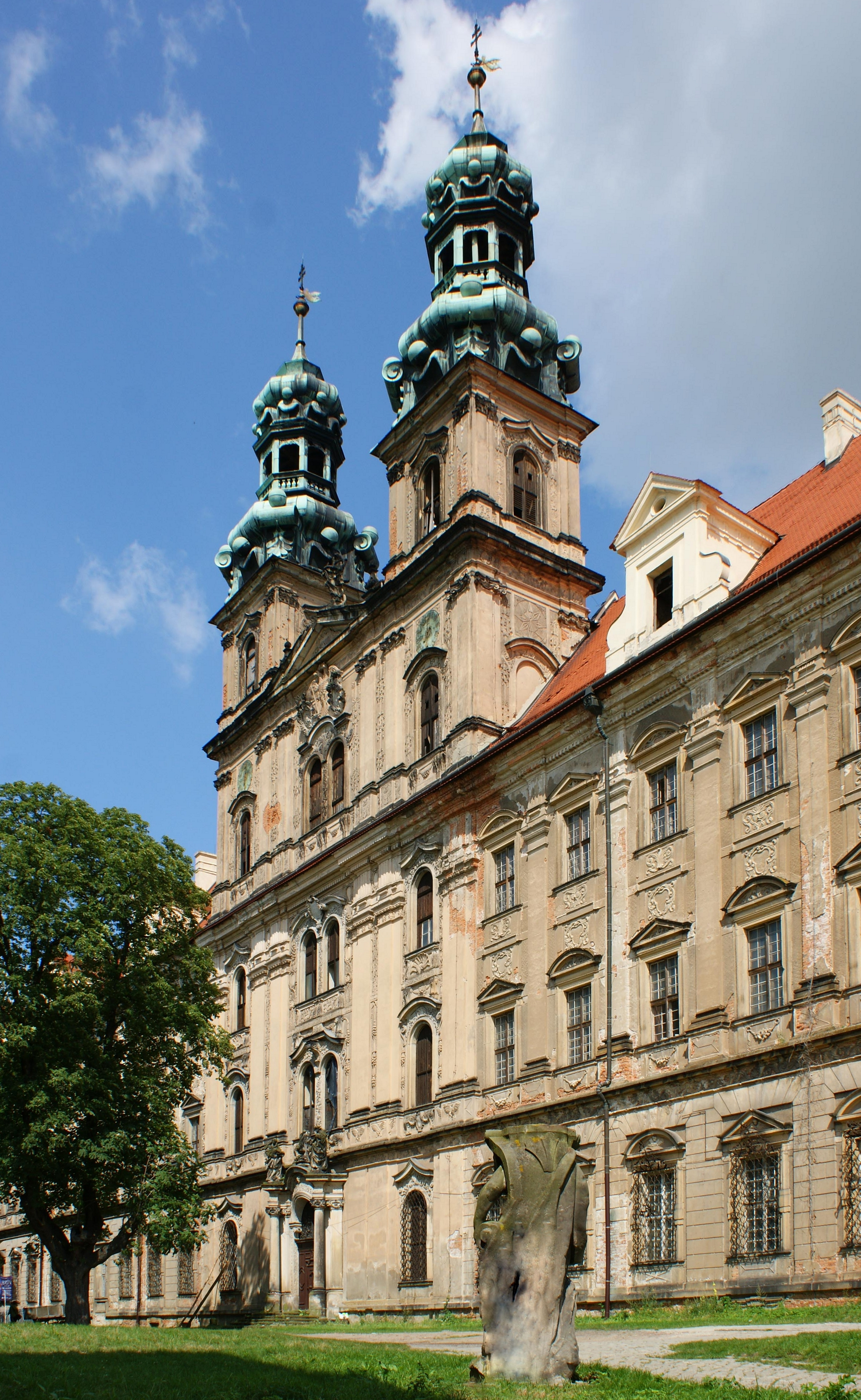
Fasada kościoła Wniebowzięcia NMP

Opactwo Cystersów w Lubiążu – cysterski zespół klasztorny w Lubiążu, jeden z największych zabytków tej klasy w Europie, będący jednocześnie największym opactwem cysterskim na świecie. Opactwo to nazywane jest arcydziełem śląskiego baroku.
Zespół klasztorny jest drugim co do wielkości obiektem sakralnym na świecie (pierwszym jest kompleks pałacowo-klasztorny Eskurial w Hiszpanii), kubaturą trzykrotnie większym od Zamku Królewskiego na Wawelu. Powierzchnia dachów zajmuje ok. 2,5 ha, a długość fasady wynosi 223 metry i jest to najdłuższa fasada barokowa w Europie. Posiada ponad 600 okien.
W krypcie pod gotycką bazyliką znajdują się nagrobki Piastów Śląskich (m.in. Bolesława Wysokiego) oraz mumie opatów cysterskich i zakonników. Do dziś w dobrym stanie zachowało się 98 mumii.

## Skład założenia
W skład zespołu klasztornego wchodzą:
- bazylika Wniebowzięcia NMP z lat 1270–1340 (zbudowana na pozostałościach romańskiego kościoła Wniebowzięcia NMP z XII w., przebudowana w latach 1649–1715),
- pałac opatów (1681–1699, przebudowany w latach 1734–1738),
- klasztor (1692–1710),
- pomocniczy kościół św. Jakuba (ok. 1700),
- budynek bramny (1601, przebudowany w 1710),
- szpital klasztorny (początek XVIII w.),
- kancelaria klasztorna (początek XVIII w.),
- budynek oficjalistów (początek XVIII w.),
- budynek rzemieślników (początek XVIII w.),
- wozownia (początek XVIII w.),
- browar i piekarnia (początek XVIII w., przebudowane w XIX w.),
- stodoła (koniec XIX w.),
- budynek gospodarczy (1915),
- most (początek XVI w.),
- tereny ogrodów i cmentarzy[3].

## Historia klasztoru

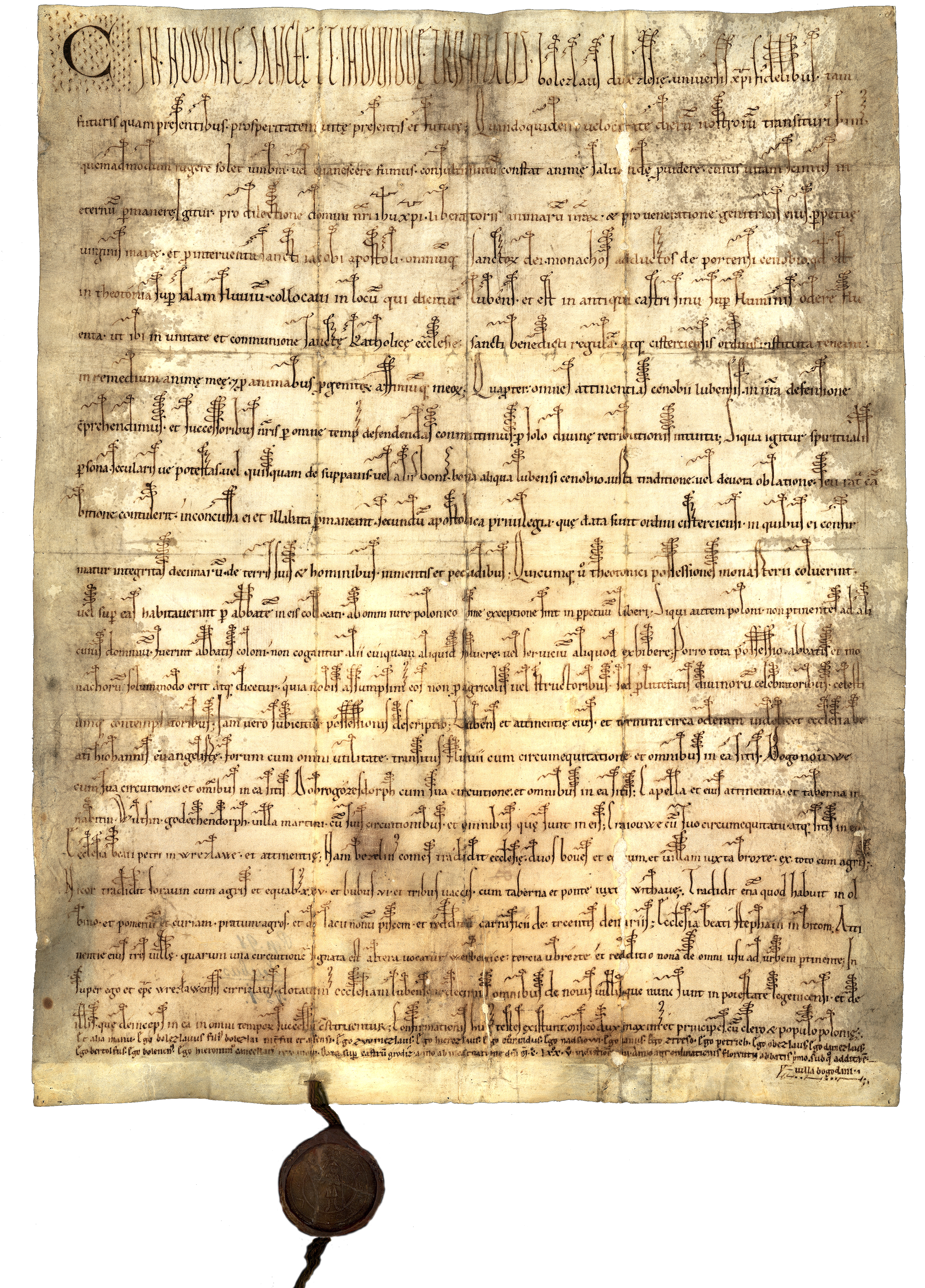
Dokument z 1175 roku, w którym Bolesław I Wysoki, książę Śląska, zakłada i uposaża klasztor cystersów w Lubiążu

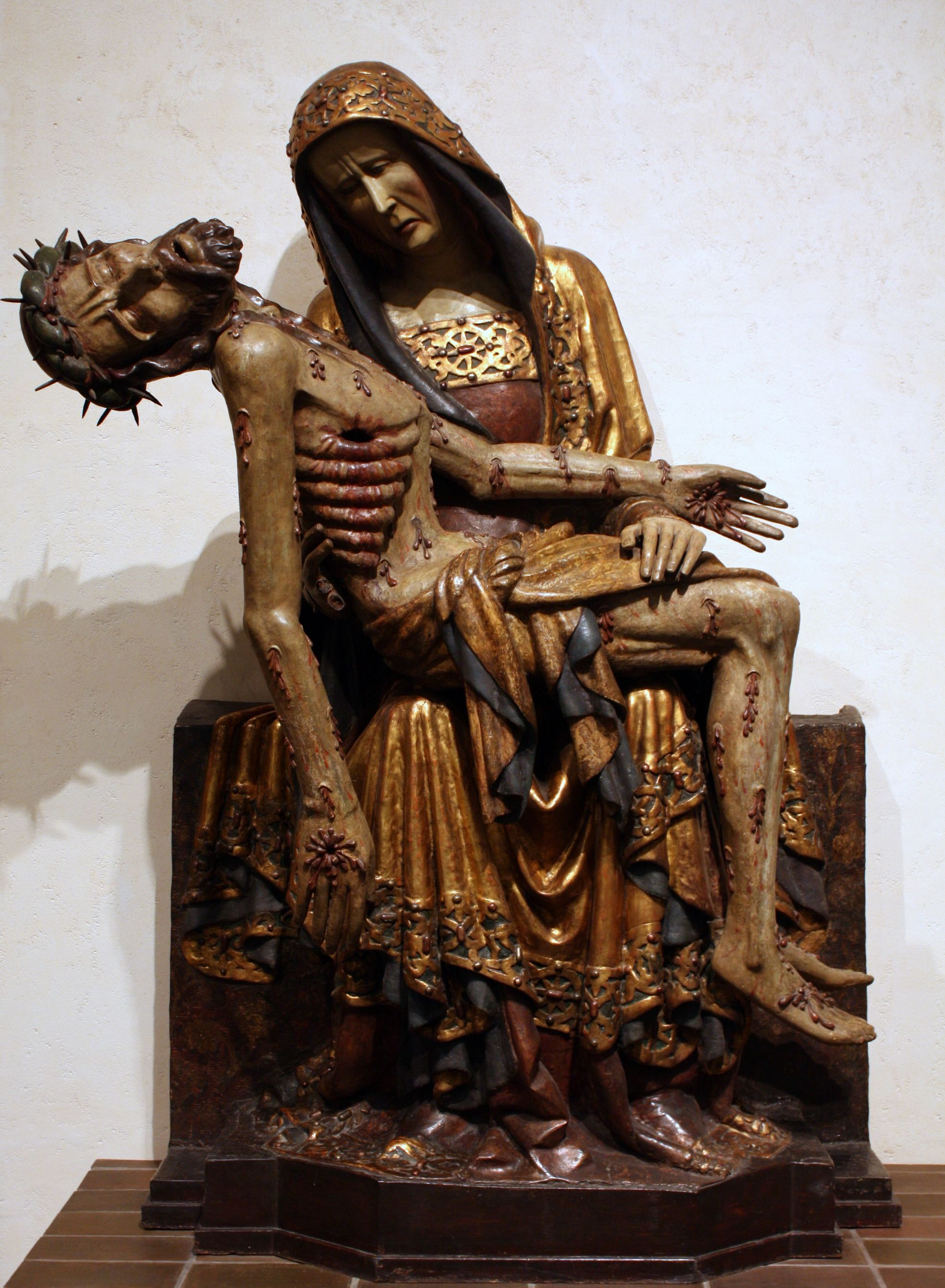
Pietà z Lubiąża z XIV w., obecnie w Muzeum Narodowym w Warszawie

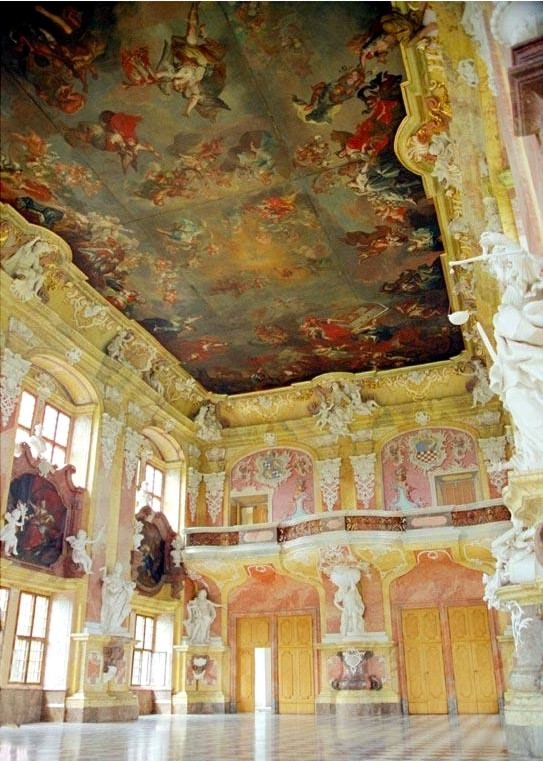
Sala książęca

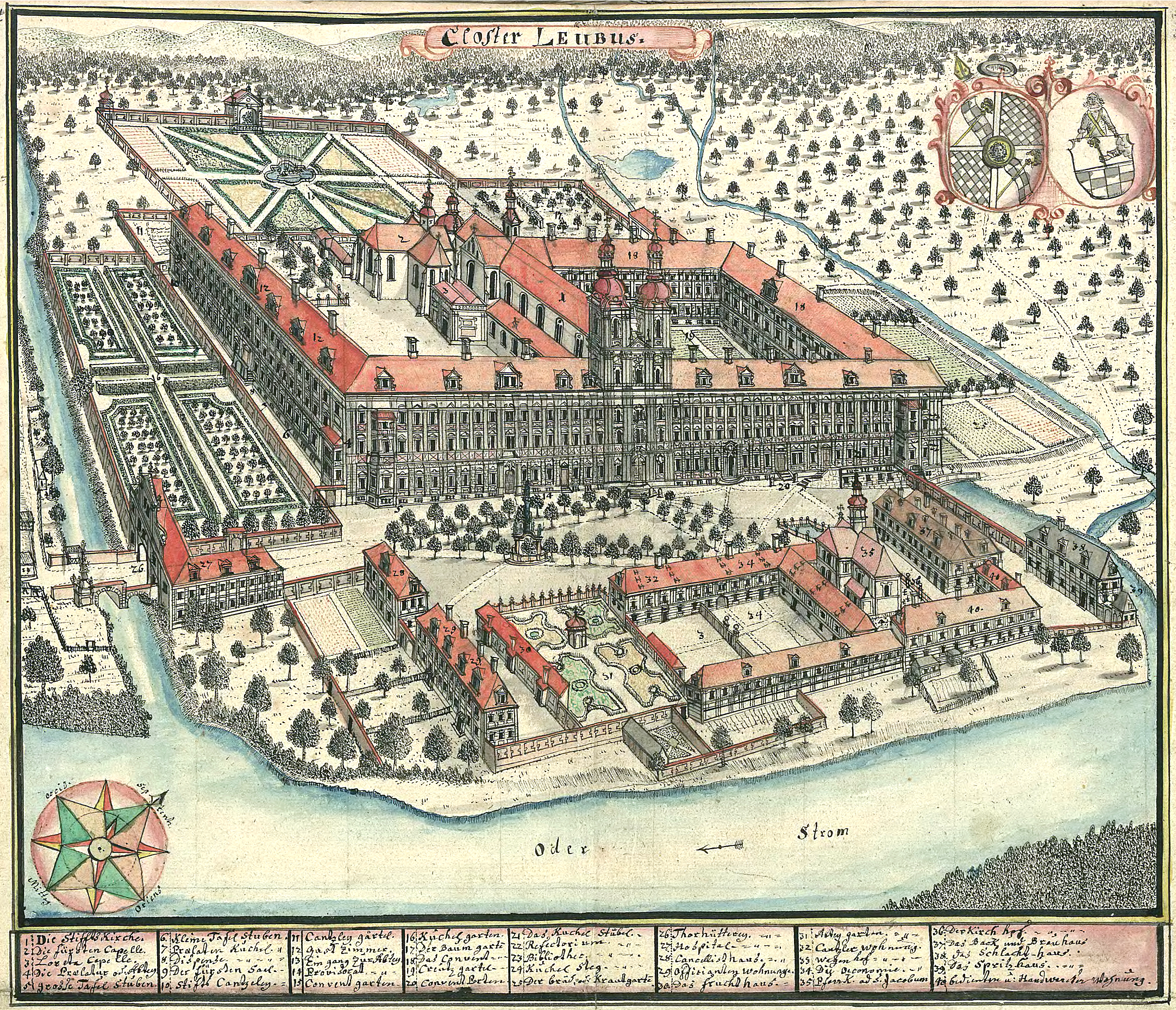
Opactwo od strony północno-zachodniej; przedstawienie z XVIII wieku

Na wysokim, morenowym wzgórzu na prawym brzegu Odry w X/XI w. powstał gród obronny, który prawdopodobnie ok. 1108 został zniszczony. Na jego miejscu w 1150 powstał klasztor benedyktynów, którzy zbudowali kościół św. Jakuba, jednak przed 1163 opuścili Lubiąż. W 1163 roku książę śląski Bolesław Wysoki sprowadził cystersów z Pforty nad Saalą w Turyngii. Było to pierwsze osadzenie tego zakonu na Śląsku. Fundacja ta została zatwierdzona w 1175 roku. W ciągu wieków, dzięki nadaniom książęcym i prywatnym, klasztor stał się jednym z większych posiadaczy ziemskich na Śląsku. W 1200 powstał pierwszy kościół w którym w 1201 pochowano księcia Bolesława Wysokiego. W tym okresie powstały prawdopodobnie pierwsze zabudowania klasztorne. W klasztorze, który w średniowieczu był ważnym ośrodkiem kultury i piśmiennictwa powstało wiele ważnych XII-wiecznych dzieł: Kronika książąt polskich, Roczniki lubiąskie czy Katalog biskupów wrocławskich.
W 1223 książę Henryk Brodaty oddał Sychową opatowi cystersów z Lubiąża, Güntherowi, mieszkańców zaś wsi zwolnił z poddaństwa, pozwolił im wieś opuścić i wcielając ich do klasy tzw. łazęków, poddał pod jurysdykcję starosty, Bogdana z Polkowic. Do mieszkańców tej niewielkiej w XIII w. wsi książęcej, należał też niejaki „Bobola z bratem swym Secesławem”. Z jego osobą po raz pierwszy pojawia się w znanych obecnie dokumentach nazwisko noszone m.in. przez św. Andrzeja Bobolę.
W pierwszej połowie XIV w. powstał nowy kościół, do którego w latach 1311–1312 dobudowano kaplicę grobową i zabudowania klasztorne. W czasie wojen husyckich klasztor i kościoły spalono. Po odbudowie klasztoru, doszło pod koniec XV wieku do konfliktu w obrębie konwentu pomiędzy polskimi i niemieckimi zakonnikami, wskutek czego w 1492 wygnano wszystkich zakonników, a budynki klasztorne przejęły na krótki okres władze świeckie, wykorzystując je jako siedzibę w czasie polowań. Mnisi powrócili w 1498 i do 1510 przeprowadzili gruntowną odnowę klasztoru po zniszczeniach husyckich oraz późniejszych zaniedbaniach, a także ufortyfikowali cały kompleks. Jednakże Reformacja wkrótce spowodowała kolejny upadek znaczenia i bogactwa klasztoru. Straty przyniosła także wojna trzydziestoletnia, gdy m.in. zagrabiono bibliotekę i archiwum, zbiory zostały wywiezione do Szczecina, gdzie spłonęły w 1679. Koniec wojny oraz reforma ekonomiczna zapoczątkowana przez opata Arnolda Freiberga umożliwiły od 1649 rozpoczęcie wielkiej odnowy całego kompleksu w stylu barokowym. Przeprowadzono wówczas głównie prace konieczne do rozwoju klasztoru: usunięto uszkodzenia i szkody budowlane, odnowiono część mieszkalną (klauzurę), odremontowano kościół, zbudowano szkołę klasztorną i budynki gospodarcze. Opat sprowadził w 1660 do Lubiąża czołowego malarza barokowego na Śląsku Michała Willmanna. Willmann do śmierci mieszkał w Lubiążu wykonując liczne obrazy i freski, m.in. namalował fresk Apoteoza Bohatera Cnót na sklepieniu w refektarzu letnim.
Następca Freibergera, opat Johann Reich oraz trzej następni opaci prowadzili prace głównie nad budowlami reprezentacyjnymi, korzystając ze stabilizacji ekonomicznej zapewnionej przez poprzednika. Największą inwestycją był budowany w latach 1681–1699 monumentalny pałac opacki liczący ponad 300 sal z bogatym wystrojem wnętrz.

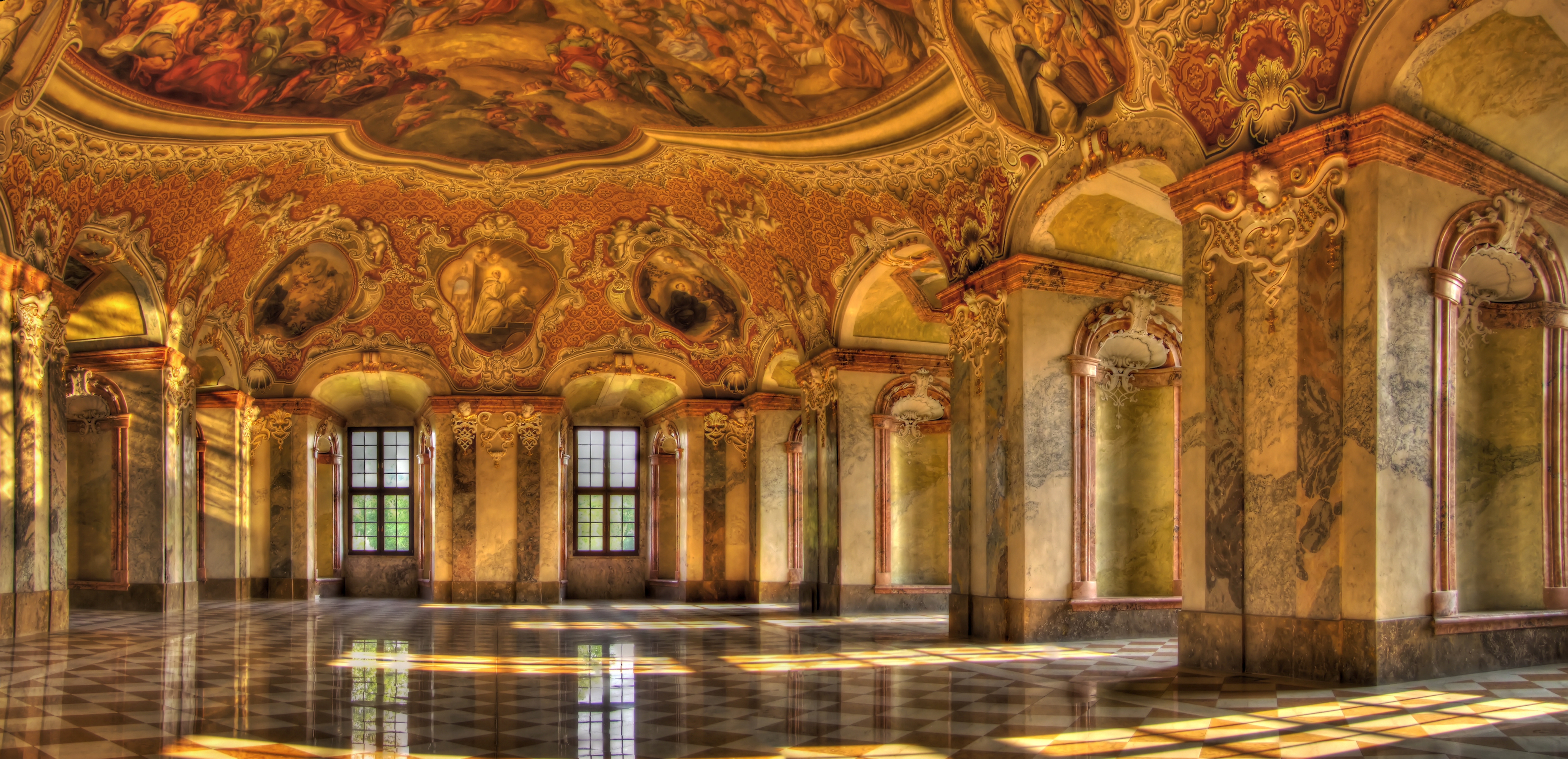
Refektarz klasztorny

Niewiele mniejszą inwestycją była gruntowna barokizacja zakonnego kościoła Wniebowzięcia Najświętszej Marii Panny pod kierunkiem Mathiasa Steina przeprowadzona w okresie 1672–1681, a następnie uzupełniona w 1690–1698, gdy przebudowano ambit dodając wielki pomnik opatów cysterskich i barokowe kaplice z freskami Willmanna. W 1715 zbudowano fasadę kościoła, kruchtę i dwie wieże z barokowymi hełmami. W późniejszym okresie prowadzono już tylko prace zdobnicze, m.in. w 1733 Felix Anton Scheffler wykonał polichromie i większość fresków letniego refektarza, w 1734–1737 Christian Bentum podobnie ozdobił bibliotekę klasztorną i wykonał plafon w głównej sali reprezentacyjnej pałacu – Sali Książęcej, a w 1737–1739 Franz Mangoldt ozdobił zespołem posągów założony w 1649 przez opata Freibergera ogród opacki oraz wyrzeźbił szereg dzieł do Sali Książęcej.
Okres największej świetności klasztoru kończy się w I poł. XVIII w., gdy po latach władania Śląskiem przez cesarzy austriackich, w 1740 tereny te zdobyli Prusacy. Król pruski w 1810 skasował zakon cystersów, przywłaszczając sobie jego dobra. Zniszczono sporo zabytków, przepadły zasoby cysterskiej biblioteki, a w klasztorze urządzono szpital, początkowo wojskowy, od 1823 psychiatryczny.

## Lista opatów
1. Florentius 1175–1177
2. Gunther I 1177–1200
3. Konrad I 1200–1202/03
4. Gunther II 1208–1236
5. Heinrich 1239/40–1258
6. Nikolaus I 1267–1268
7. Hermann I 1273–1277
8. Hartlieb 1280–1283
9. Dietrich 1284–1304
10. Ulrich 1307–1311
11. Rudolf 1311–1315
12. Hermann II 1316–1318
13. Rudiger 1319–1321
14. Johannes I von Krossen 1322–1340
15. Konrad II 1340
16. Johannes II von Liegnitz 1341–1347
17. Nikolaus II von Grüssau 1347–1354
18. Tilo 1357–1364
19. Borso von Riesenburg 1364–1369
20. Bartholomäus I 1369–1374
21. Johannes III Steynochsil 1374–1384
22. Johannes IV Newis	1384–1395/96
23. Johannes V 1395/96–1397/98
24. Paul I von der Neisse 1398–1417
25. Stephan I von Neumarkt 1417–1420
26. Nikolaus II Constantin 1420–1425
27. Martin von Preußen 1426–1440
28. Johannes VI v. Landskron 1440–1443
29. Stephan II von Liegnitz 1443–1451
30. Petrus von Wartenberg 1452–1463
31. Paul II von Troppau 1464–1478
32. Bartholomäus II Lehnman 1478–1498
33. Andreas Hoffmann v. Krossen1498–1534
34. Johann VI 1534–1539
35. Johann VII Hiller 1539–1552
36. Georg von Liegnitz 1553–1561
37. Johann VIII Bock 1561–1568
38. Johann IX Klein 1568–1584
39. Hieronymus Nikodemus 1584–1594
40. Franz Bär (Ursinus) 1594–1607
41. Matthäus Rudolf 1607–1636
42. Arnold Freiberger 1636–1672
43. Johann Reich 1672–1691
44. Dominik Krausenberger 1691–1692
45. Balthasar Nitsche 1692-1696
46. Ludwig Bauch 1696–1729
47. Dominik Süßmuth 1729–1732
48. Konstantin Beyer 1733–1747
49. Tobias Stusche 1747–1757
50. Wilhelm Steiner 1757–1769
51. Lukas Springer 1769–1783
52. Franz II Großpietsch 1783–1794
53. Gabriel Otto 1794–1810[5][6]

### Drugowojenne tajemnice

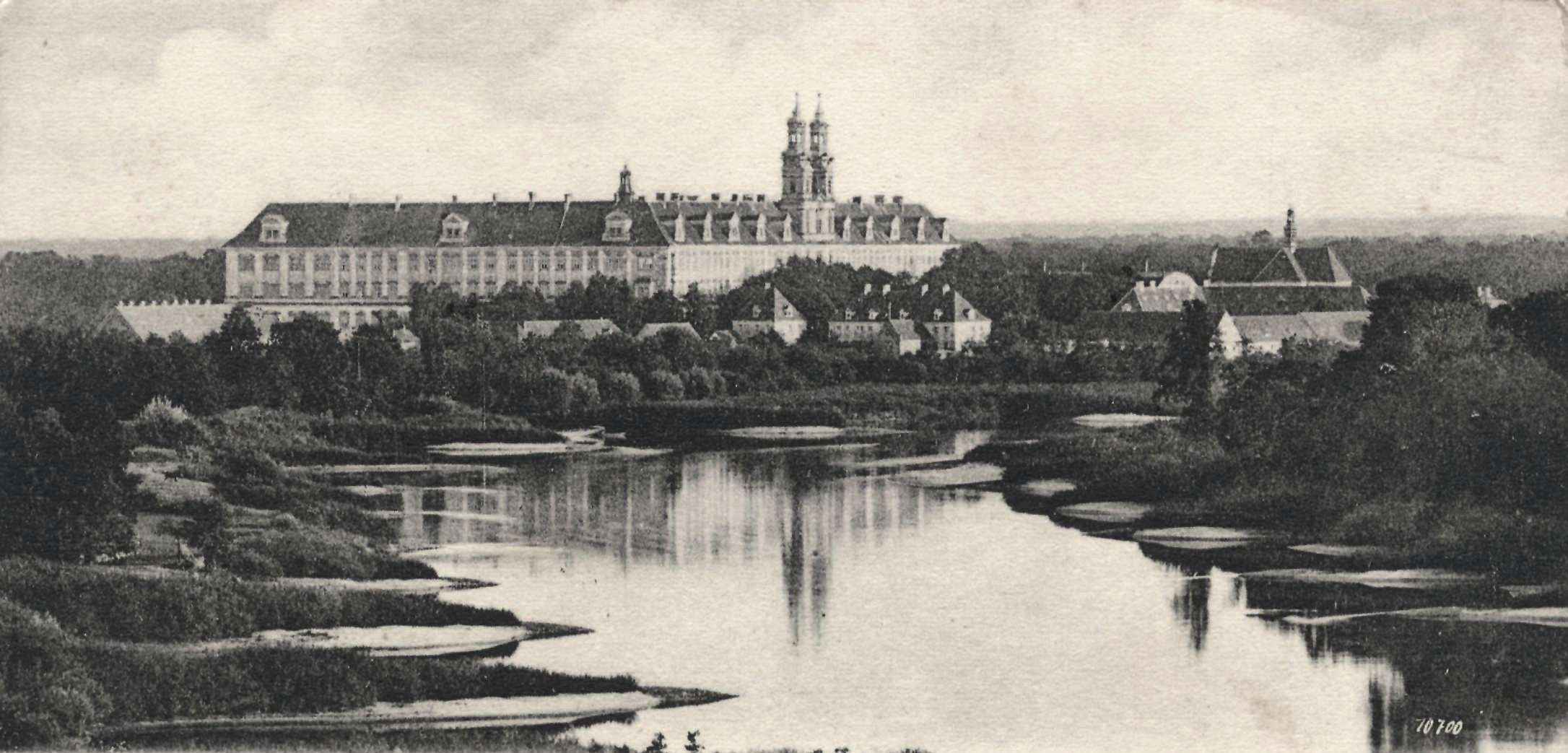
Opactwo w Lubiążu od strony Odry, 1900 r.

Tuż po wybuchu II wojny światowej w klasztorze zorganizowano obóz dla przesiedleńców - folksdojczów przede wszystkim z północnej Bukowiny i Besarabii. Po ich przeniesieniu do miejsc docelowych w lubiąskim opactwie działał kolejny obóz - zorganizowano go dla Luksemburczyków, niepokornych przeciwników Hitlera, których przenoszono na tereny zajęte przez Rzeszę.
Według dokumentów, do których dotarł Tomasz Bonek, dziennikarz i dokumentalista historii Dolnego Śląska, mieściła się tam filia Telefunken, prowadząca tajne prace badawcze nad radiolokacją i półprzewodnikami, które po wojnie doprowadziły do skonstruowania tranzystora.
Klasztor w 1945 został zdewastowany przez żołnierzy Armii Czerwonej. Szukając skarbów zniszczyli trumny Piastów śląskich (przypuszcza się, że skradli insygnia władzy Piastów – jabłka, berła, miecze). Mumie porozrzucali po posadzce. Z tego powodu historycy i archeolodzy w późniejszych latach nie byli w stanie rozpoznać, które szczątki do kogo należą. Rozpoznano jedynie mumię Willmanna. Armia Czerwona stacjonowała w Lubiążu do 1948, później urządzono w klasztorze szpital psychiatryczny dla czerwonoarmistów. Od 1950 w pomieszczeniach klasztornych składowano książki i zbiory muzealne. Zabezpieczono wówczas pozostałości najcenniejszych malowideł, a także klasztor, pałac opatów i kościół św. Jakuba.

### Lata 70. i 80. XX wieku
Od lat 70. Służba Bezpieczeństwa PRL poszukiwała w Lubiążu skarbów. Na początku 1982 do Lubiąża przyjechała pierwsza grupa żołnierzy z Nadwiślańskich Jednostek Wojskowych. Na polecenie generała Czesława Kiszczaka, który został ministrem spraw wewnętrznych poszukiwali tu rzekomej wielkiej, podziemnej fabryki zbrojeniowej oraz mitycznego "złota Wrocławia" - 70 ton złota, jakie uciekający z Breslau Niemcy mieli ukryć gdzieś na Dolnym Śląsku. Esbecy do Lubiąża w latach 80. przyjeżdżali trzykrotnie. Poszukiwania te zostały opisane przez Tomasza Bonka w książce Zaginione złoto Hitlera. Bezpieka PRL na tropie skarbu Festung Breslau. Reporter wyjaśnił w nim drugowojenne tajemnice tutejszego opactwa. Według dokumentów Służby Bezpieczeństwa, do których dotarł Tomasz Bonek, tzw. „złoto Wrocławia” zostało wymyślone przez niemieckiego autochtona, który po zatrzymaniu przez funkcjonariuszy SB wymyślił tę historię, aby nie trafić do więzienia – chciał być potrzebny organom bezpieczeństwa.
Esbecy szukający w Lubiążu skarbów natrafili w klasztornych lochach na tysiące ludzkich kości. Twierdzili, że są to szczątki więźniów filii obozu Gross-Rosen, którzy zostali tu przywiezieni i zgładzeni. Druga, tajna, hipoteza głosiła, że są to ciała niepokornych czerwonoarmistów zamordowanych przez NKWD w latach 1945-1947. Zagadkę tę wyjaśnił również Tomasz Bonek – w książce Komando śmierci. Ostatnia tajemnica KL Gross-Rosen i Kloster Leubus przytoczył wyniki badań, które wykazały, że były to szczątki znacznie starsze, prawdopodobnie mnichów cysterskich.

### Współczesność
Od 1989 roku właścicielem obiektu jest Fundacja Lubiąż, która powołana została przez urzędników związanych z PZPR i następnie powiązana z "aferą ART B". Dopiero pierwsze niekomunistyczne władze Gminy Wołów doprowadziły do usunięcia z jej władz osób zamieszanych w nadużycia finansowe i od tego momentu podlega ona nadzorowi władz państwowych i samorządowych. Od lat 90. XX wieku prowadzone są prace renowacyjne lubiąskiego zespołu klasztornego, głównie dzięki staraniom Fundacji Lubiąż. W roku 2000 zakończono wymianę dachów nad całym kompleksem.
Od 1996 można zwiedzać imponującą Salę Książęcą o powierzchni ponad 400 m² i wysokości 13,4 m. W sali, zajmującej dwie kondygnacje gmachu, znajdują się między innymi rzeźby wrocławskiego mistrza Józefa Mangoldta oraz plafon i malowidła ścienne malarza Christiana Bentuma.
Sala ta uważana jest za jeden z najwybitniejszych zabytków śląskiego baroku. Odbywają się w niej wybrane koncerty corocznego Międzynarodowego Festiwalu Wratislavia Cantans.
Ukończono również renowację i udostępniono zwiedzającym refektarz opata oraz refektarz letni (2005). We wrześniu 2009 trwały prace konserwatorskie nad ostatnią wielką salą reprezentacyjną pałacu – biblioteką opata.
Udostępniono także były kościół Najświętszej Marii Panny. W całości obiekt można zwiedzać w drugi weekend maja każdego roku w trakcie Nocy Muzeów.
Od roku 1998 Fundacja Lubiąż organizuje w maju cykliczne imprezy, w czasie których można zwiedzać zamknięte na co dzień sale, podziemia klasztorne, strychy oraz inne obiekty znajdujące się w renowacji.
Od 2001 roku na terenie Opactwa odbywa się SLOT Art Festival, a od 2005 – festiwal muzyki elektronicznej Electrocity.
Od kilku lat dzięki współpracy Fundacji Lubiąż z Muzeum Haus Schlesien w Königswinter w opactwie odbywają się wystawy poświęcone historii, kulturze i różnym przejawom życia mieszkańców Śląska.
W lipcu 2010 na terenie Klasztoru został nakręcony wideoklip do utworu Alas, Lord Is Upon Me grupy Behemoth.
W 2012 wnętrza pałacu posłużyły Sylwii Grzeszczak za scenerię teledysku ilustrującego singiel Małe rzeczy.
W promowanie lubiąskiego opactwa zaangażowany jest od 20 lat Tomasz Bonek, reporter i dokumentalista, autor książek-reportaży historycznych, wieloletni redaktor naczelny Money.pl i dyrektor wydawniczy Business Insidera, Biznes.Onet, Forbes.pl.
W 2024 roku z inicjatywy reżysera Mateusza Kudły, popularyzatorzy historii z kanału YouTube History Hiking wspólnie z naukowcami Akademii Górniczo-Hutniczej im. S. Staszica w Krakowie odsłonili w opactwie kapsułę czasu z długowiecznym eksperymentem bazującym na eksperymencie kropli paku. W instalacji znajduje się niezwykle lepki, ropopochodny gudron. Po przelaniu się całej substancji, co szacuje się na ok. 100 lat, odsłoni się klucz, który umożliwi otwarcie kapsuły czasu. Umieszczono w niej m.in. nowy smartfon, butelkę z ropą naftową, długopis, pióro, kartę kredytową, szminkę i książki.

## Pochówki władców piastowskich
W podziemiach opactwa cystersów zostali pochowani następujący władcy z dynastii Piastów:
- 1201 Bolesław Wysoki
- 1231 Władysław Laskonogi (mówi o tym jedna z kilku wersji)
- 1309 Henryk III głogowski
- 1352 Bolesław III Rozrzutny
- 1361/1365 Jan ścinawski
- 1427 Konrad VI Dziekan

## Galeria

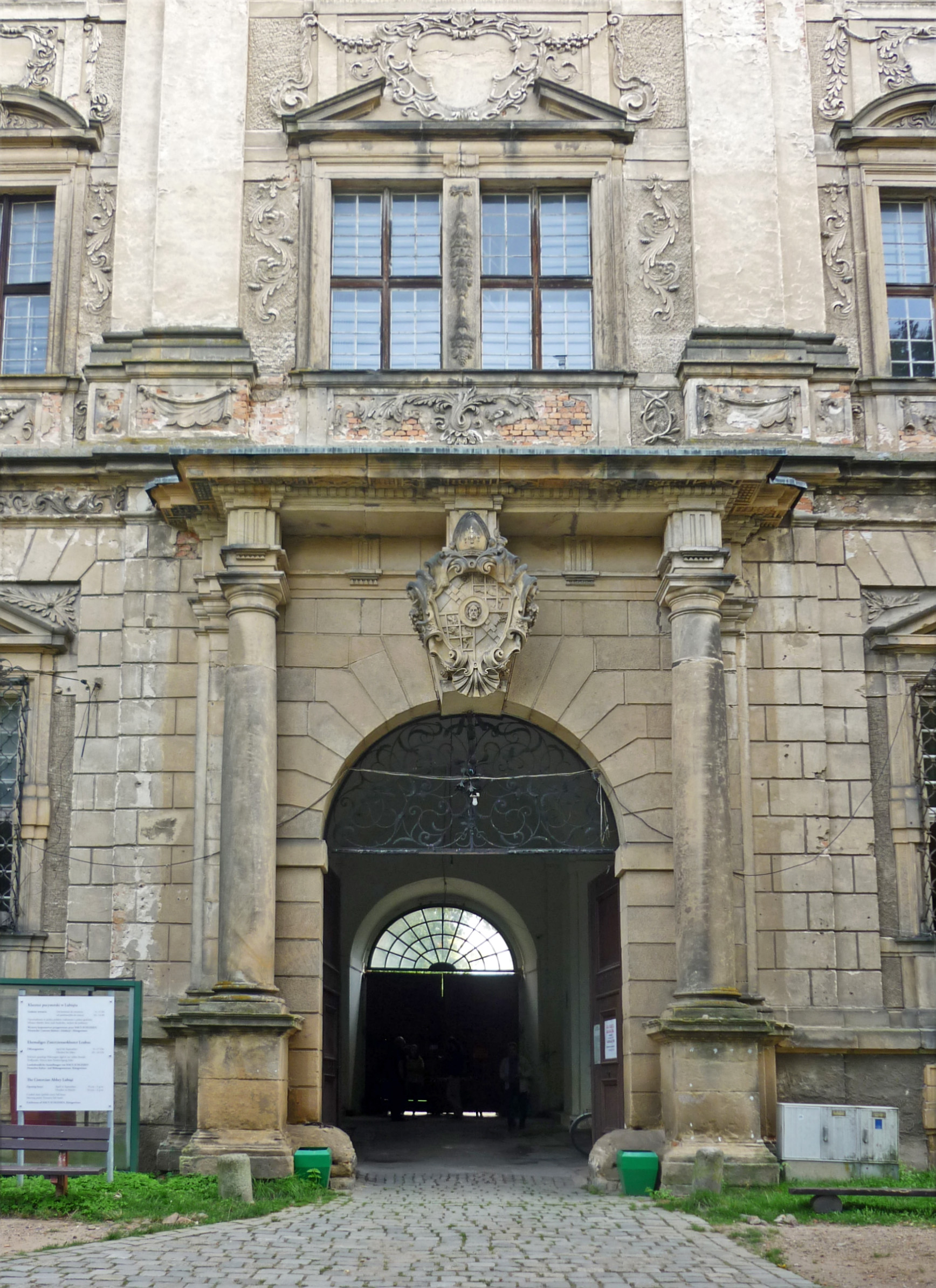
Portal z herbem
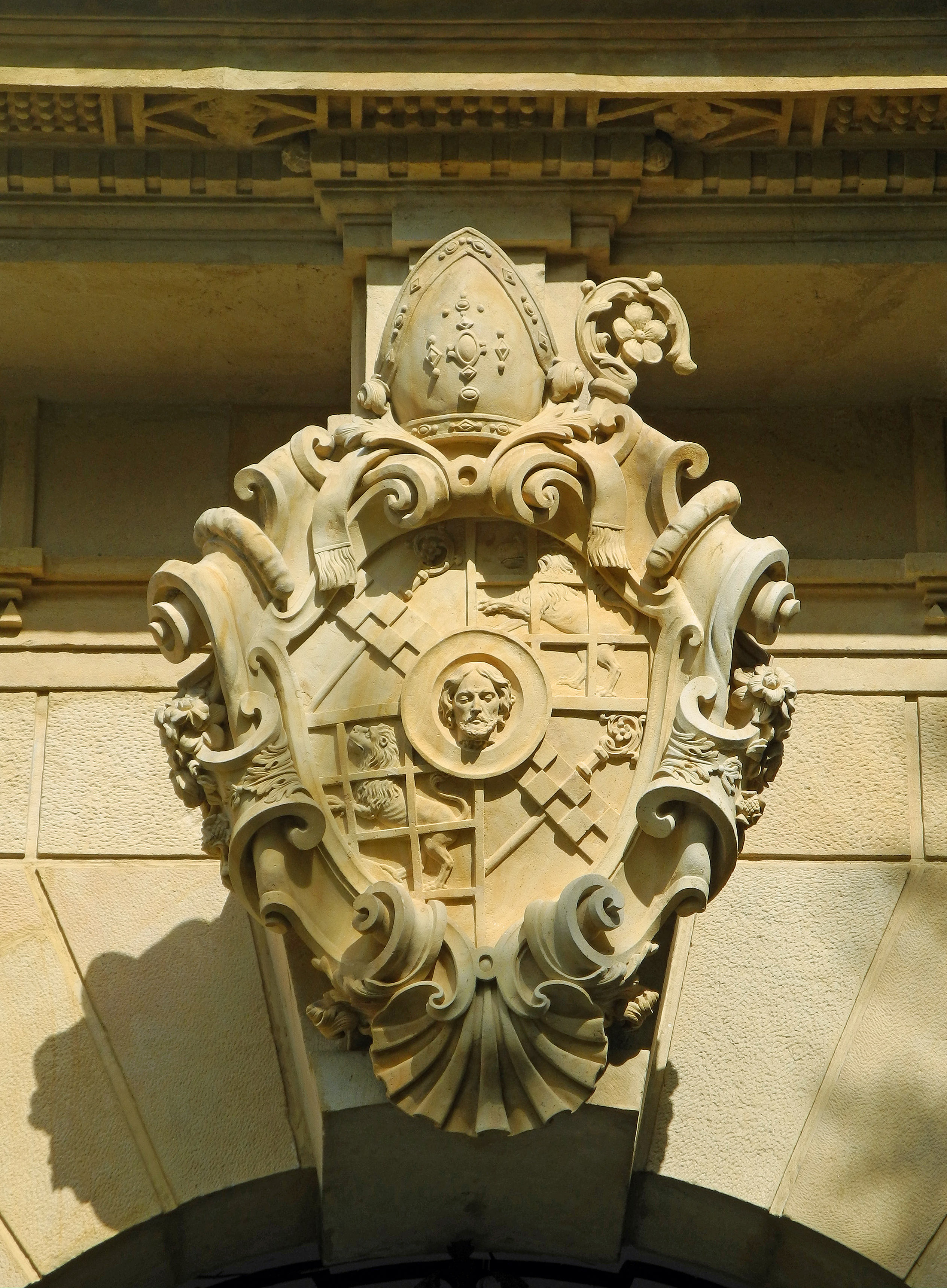
Kartusz z herbem
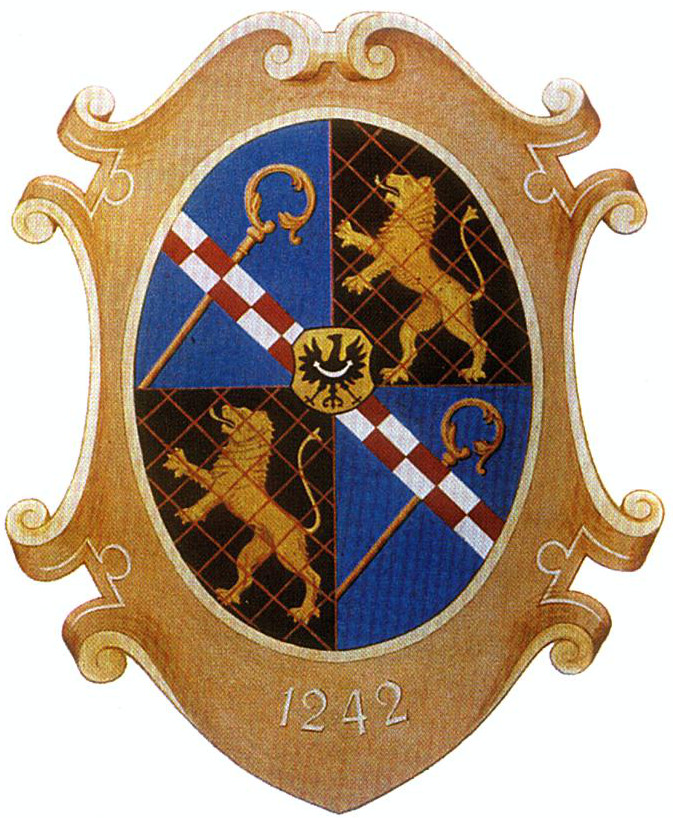
Herb
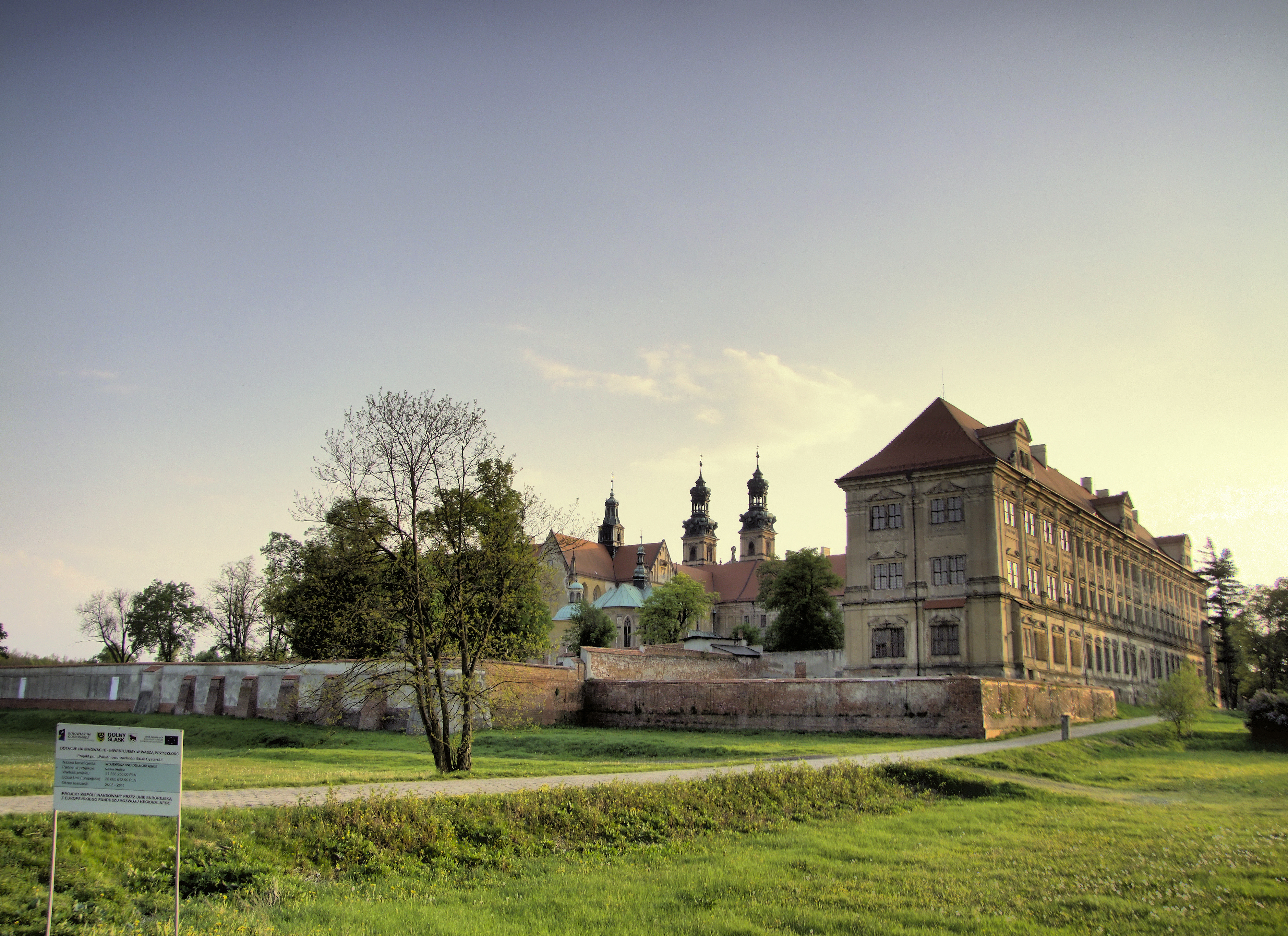
Widok ogólny opactwa
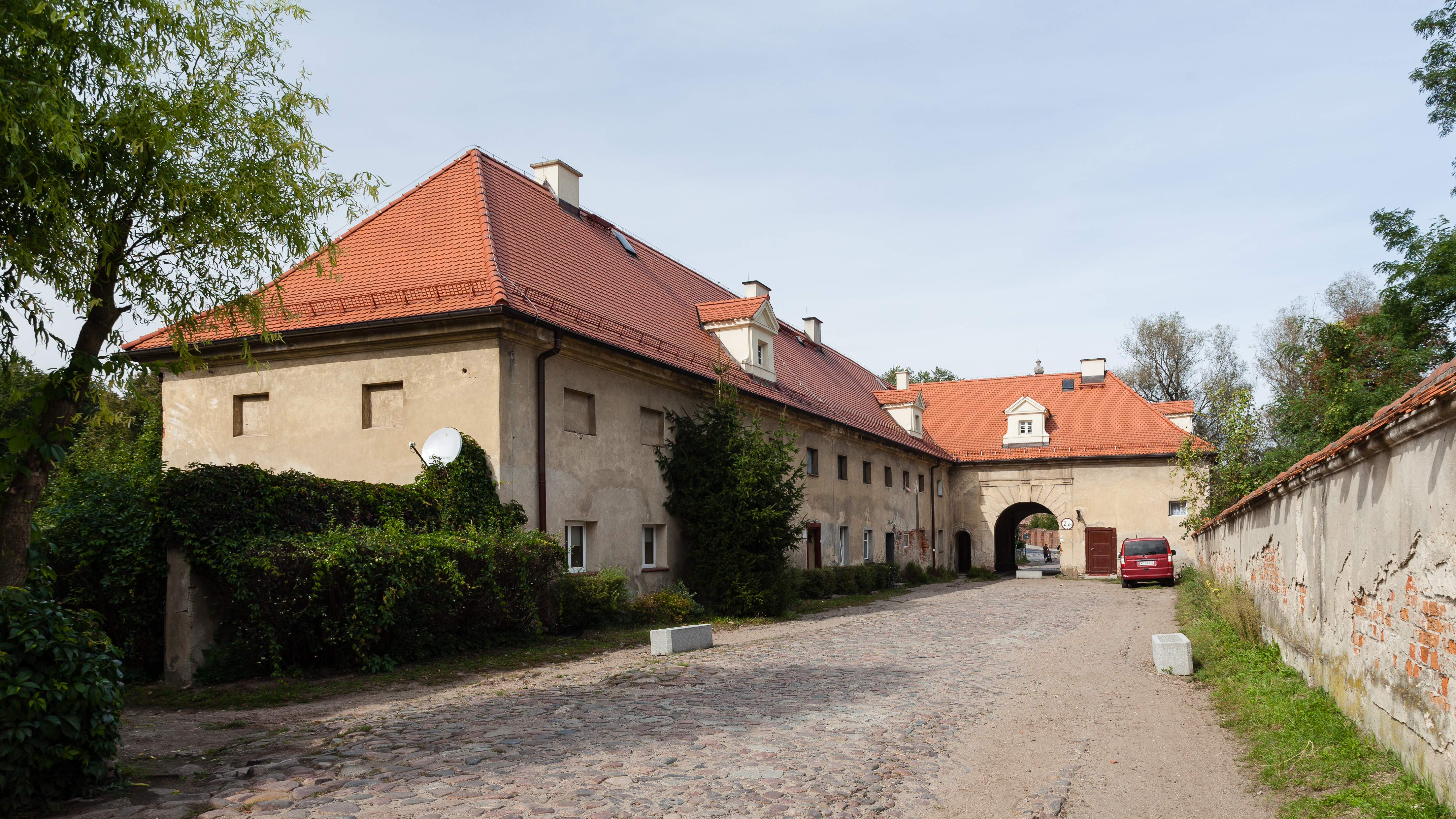
Budynek bramny
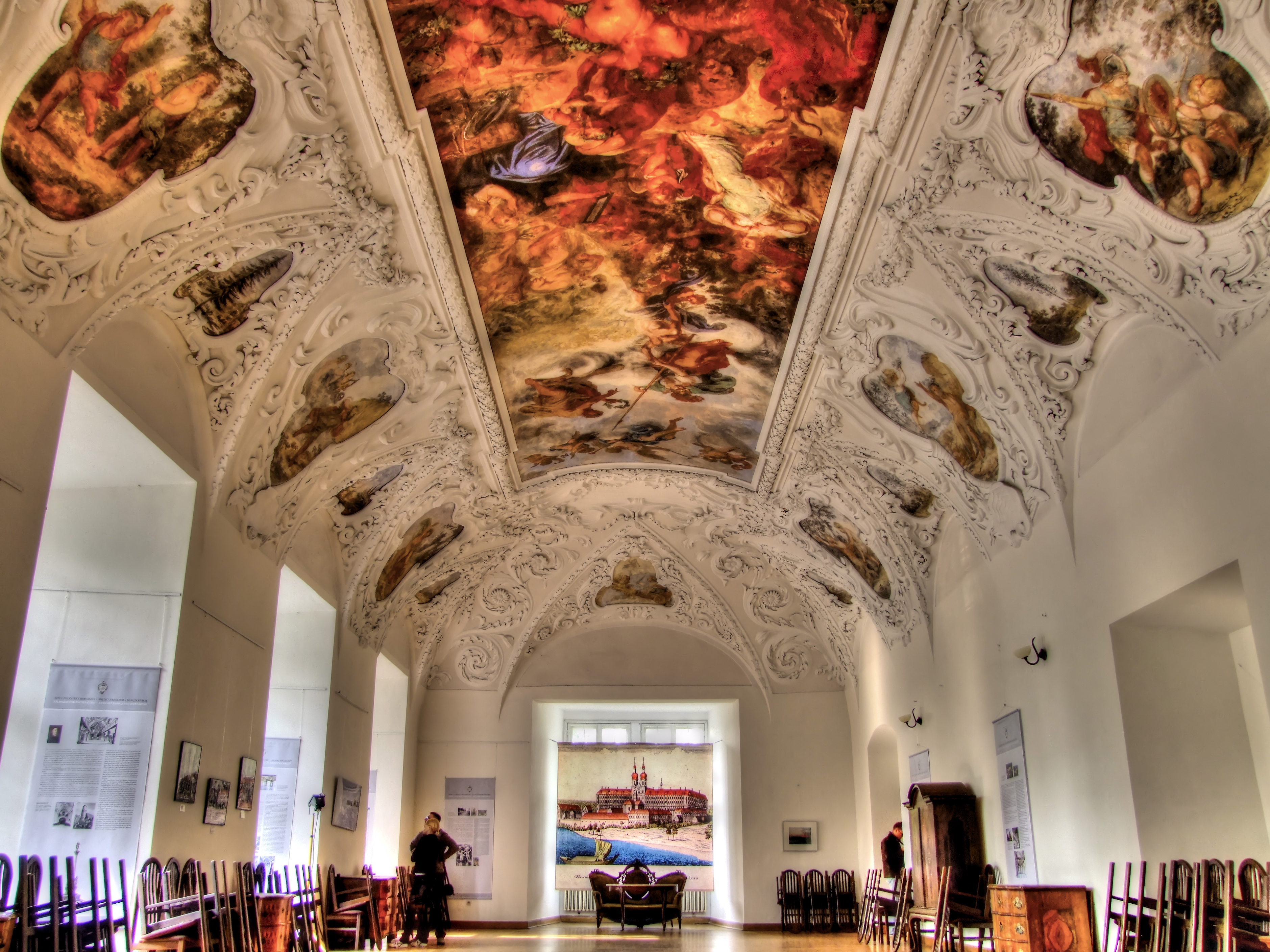
Refektarz letni
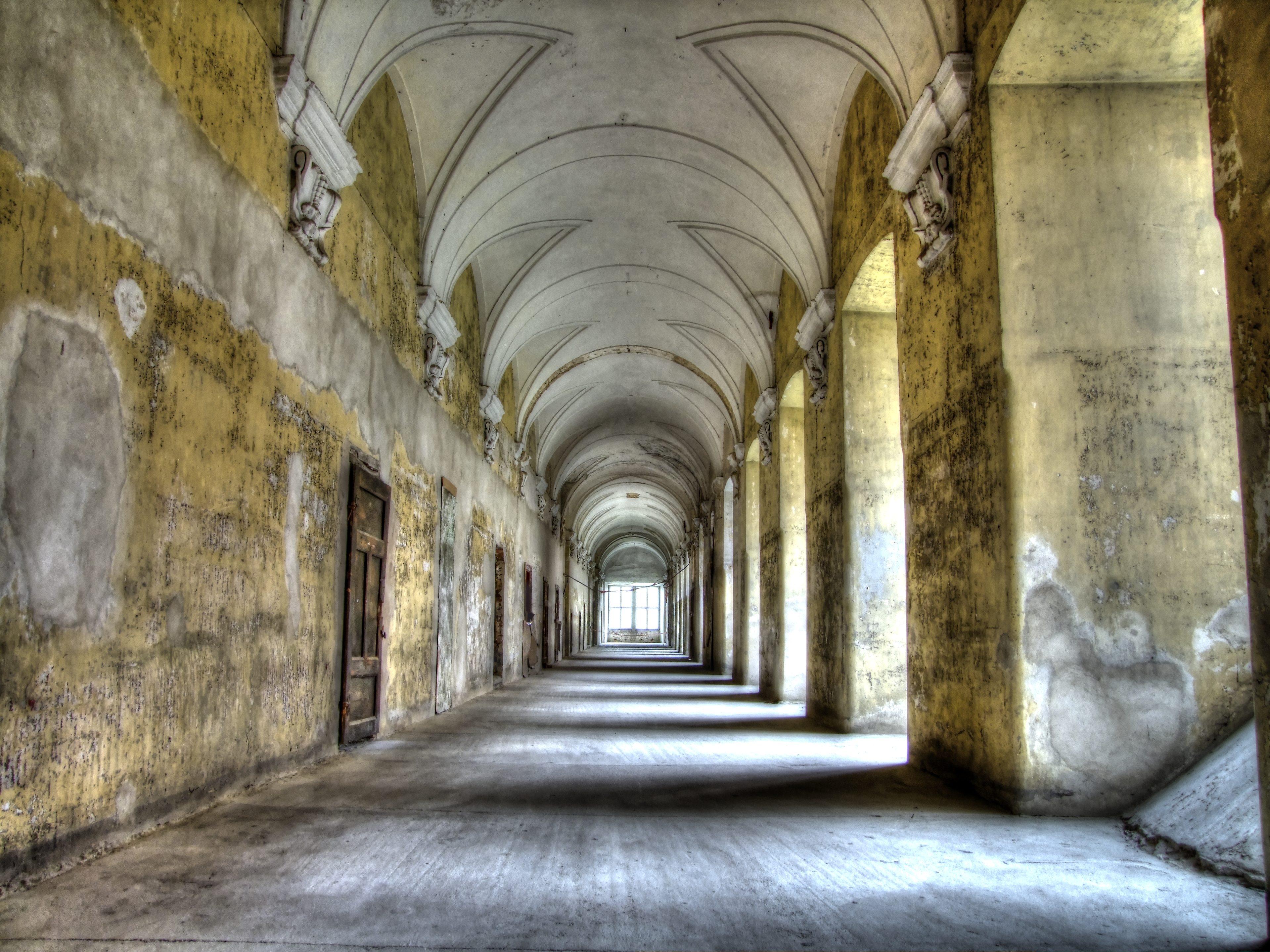
Korytarz klasztorny
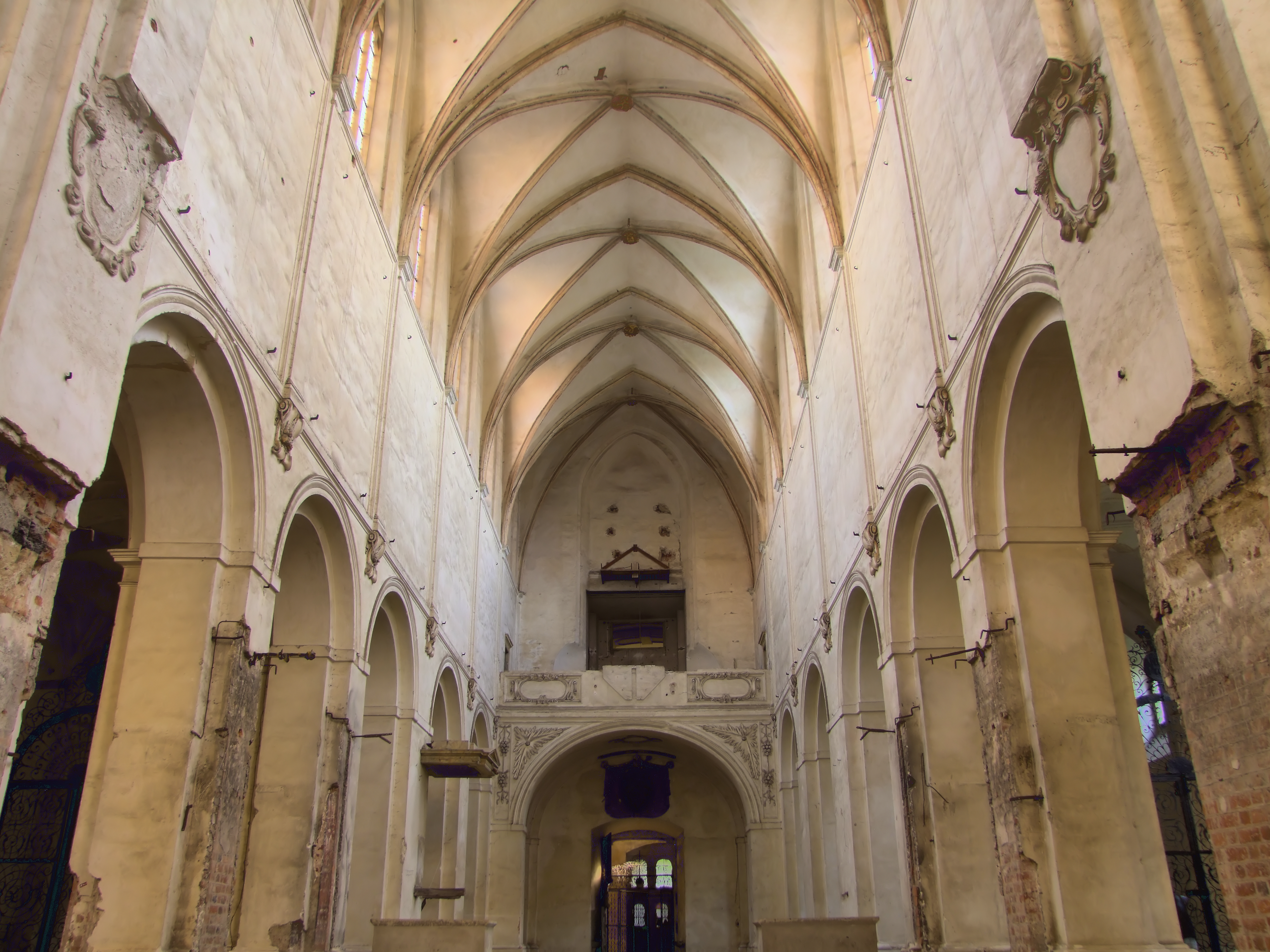
Wnętrze kościoła